# Look Who's Laughing

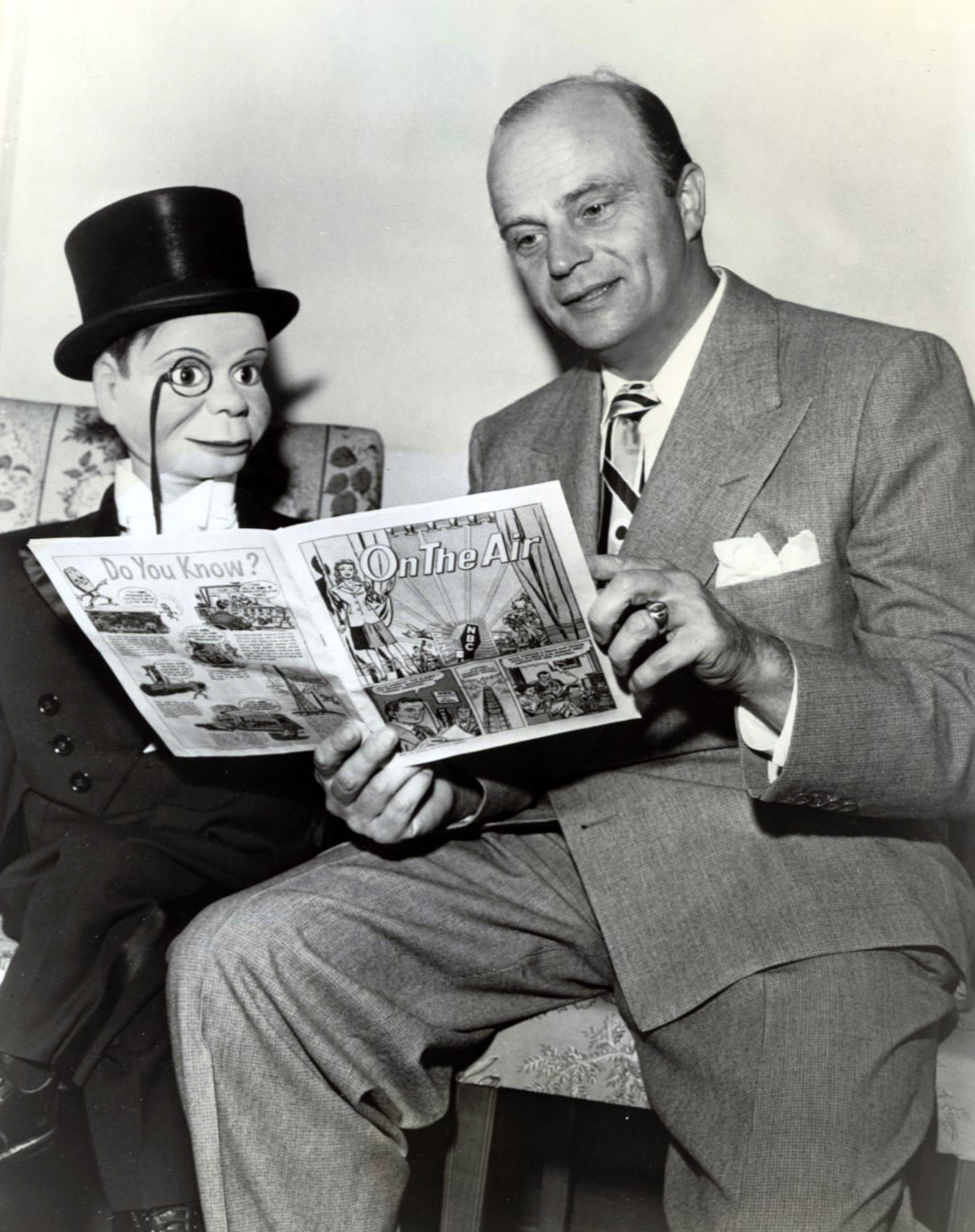
Edgar Bergen e seu boneco Charlie McCarthy, aqui em foto de 1947, foram sucesso no rádio de 1937 a 1956. Também apareceram várias vezes no cinema. Bergen morreu em 1978, de problemas renais.

Look Who's Laughing (bra Quem Se Ri por Último) é um filme estadunidense de 1941, do gênero comédia, dirigido por Allan Dwan e estrelado pelo ventríloquo Edgar Bergen e seu boneco Charlie McCarthy. Além de Bergen, esta produção B reúne outros nomes famosos no rádio — Jim Jordan, Marian Jordan e Harold Peary—e foi um inesperado sucesso, a grande surpresa da RKO Pictures no ano.
Várias canções conhecidas fazem parte da trilha sonora: a Marcha Nupcial, de Mendelssohn, a Marselhesa, de Rouget de Lisle, o Coro Nupcial da ópera Lohengrin, de Wagner e a folclórica For He's a Jolly Good Fellow.

## Sinopse
Edgar e Charlie, artistas do rádio, saem de férias no novo aeroplano que Edgar acabou de comprar. Quando estão no meio do nada, o motor entra em pane e eles aterrissam na cidadezinha de Wistful Vista. Daí, acabam pegos numa disputa pela construção de uma fábrica de aviões.

## Elenco
| Ator/Atriz       | Personagem                   |
| ---------------- | ---------------------------- |
| Edgar Bergen     | Edgar Bergen                 |
| Charlie McCarthy | Charlie McCarthy             |
| Jim Jordan       | Fibber McGee                 |
| Marian Jordan    | Molly McGee                  |
| Lucille Ball     | Julie Patterson              |
| Lee Bonnell      | Jerry Wood                   |
| Dorothy Lovett   | Marge                        |
| Harold Peary     | Throckmorton P. Gildersleeve |
| Isabel Randolph  | Abigail Uppington            |
| Walter Baldwin   | Bill, o mecânico             |
| Neil Hamilton    | Hilary Horton                |
| Charles Halton   | Sam Cudahy                   |
| Harlow Wilcox    | Collins                      |
| Spencer Charters | Gerente do hotel             |
| Jed Prouty       | Duncan, o prefeito           |